# Olessja Anatoljewna Kurotschkina
Olessja Anatoljewna Kurotschkina (russisch Олеся Анатольевна Курочкина; engl. Transkription Olesya Kurochkina; * 6. September 1983 in Moskau, Sowjetunion) ist eine russische Fußballspielerin. Die Stürmerin steht beim Verein Swesda 2005 Perm unter Vertrag und spielt für die russische Nationalmannschaft.
Kurotschkina begann ihre Karriere als Torhüterin und wechselte später auf die Position der Stürmerin. Sie spielte für die Vereine Chertanovo Moskau, Prialit Reutow und Nadeschda Noginsk, bevor sie 2007 zu Swesda 2005 Perm wechselte. Mit Swesda gewann sie 2007 und 2008 die Meisterschaft, 2007 den Pokal und erreichte 2009 das Finale des UEFA Women’s Cup. Mit der russischen Nationalmannschaft nahm sie 2009 und 2013 an der Europameisterschaft teil.